# Naturparker i Østrig
Naturparker i Østrig er naturområder, der står under særlig beskyttelse, og som er kendetegnet ved at have en særlig karakter gennem mange års naturmæssig påvirkning og udnyttelse. Naturparkerne er værdifulde kulturlandskaber, som man forsøger at bevare i den nuværende form, samtidig med at de stilles rådighed for turisme. Der er 44 naturparker i Østrig, der administreres af de enkelte delstater. For at et område kan opnå status som naturpark, skal det udover at opfylde en række naturbeskyttelsesregler, også tilbyde undervisning om naturen, gennem f.eks. rundvisninger, pjecer etc. Naturparkerne i Østrig besøges årligt af mere end 5 mio. mennesker.
Der er følgende naturparker i Østrig (status sept. 2008):
| - Burgenland: - Naturpark Geschriebenstein-Irottkö - Naturpark Landseer Berge - Naturpark Raab-Örseg-Goricko - Weinidylle Südburgenland - Naturpark Neusiedler See-Leithagebirge - Naturpark Rosalia-Kogelberg - Kärnten - Naturpark Dobratsch - Naturpark Weissensee - Niederösterreich: - Naturpark Blockheide-Gmünd - Buchenberg-Waidhofen an der Ybbs - Dobersberg-Thayatal - Eichenhain ved Klosterneuburg - Eisenwurzen - Falkenstein - Naturpark Föhrenberge-Mödling - Geras - Heidenreichsteiner Moor - Naturpark Hochmoorn Schrems - Hohe Wand - Jauerling-Wachau - Kamptal-Schönberg - Naturpark Leiser Berge - Mannersdorf-Wüste/Leithagebirge - Nordwald-Bad Großpertholz | - - Ötscher-Tormäuer - Purkersdorf-Sandstein-Wienerwald - Seebenstein - Naturpark Sierningtal-Flatzer Wand - Sparbach (ældste Naturpark, siden 1962) - Oberösterreich: - Naturpark Mühlviertel - Naturpark Obst-Hügel-Land - Salzburg - Riedingtal in Zederhaus - Weißbach bei Lofer - Steiermark: - Almenland - Sölktäler - Grebenzen - Mürzer Oberland - Pöllauer Tal - Südsteirisches Weinland - Steirische Eisenwurzen - Tyrol - Kaunergrat - Tiroler Lechtal - Zillertaler Alpen - Ötztal |

## Eksterne links
- http://www.naturparke.at/